# Agriotes maceki
Agriotes maceki là một loài bọ cánh cứng trong họ Elateridae. Loài này được Platia & Gudenzi miêu tả khoa học năm 1997.